# 北見枝幸站

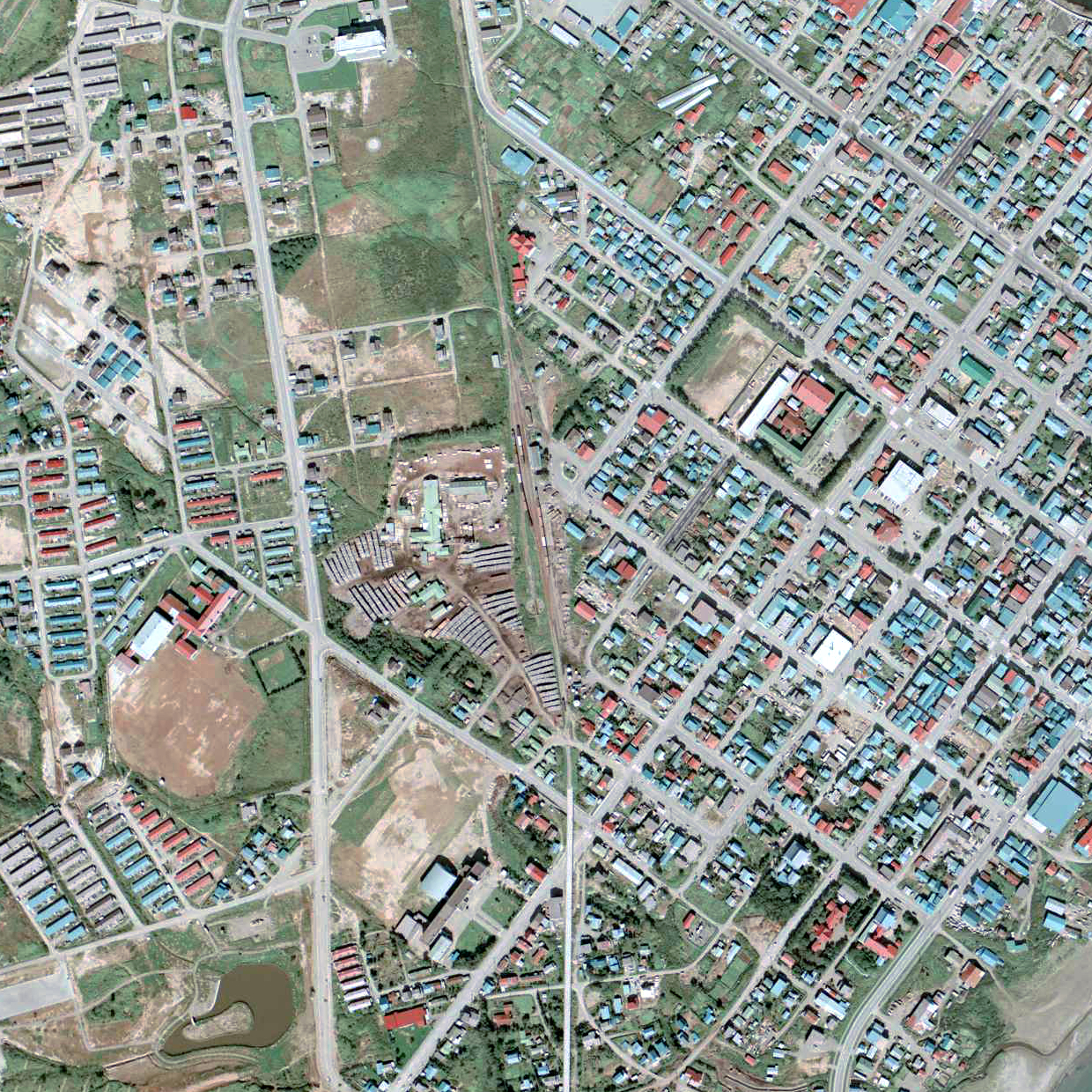
1977年的北見枝幸站與方圓約1公里範圍。上方為濱頓別方向。當時只有1面1線的單式月台，車站大樓旁邊設有貨物月台和引込線。車站後方設有2條副本線。曾經站內設有小型機關區，遺留了轉車盤遺蹟。南邊靠近雄武一方原本建設未成線區間繼續延伸，圖中可確認高架橋部分。車站後方設有大型料場，該處設有木工廠，從站內南邊於未成區間至橋樑前，用作貨物裝卸線。在未成線區間的橋樑中，曾經用作殖民軌道枝幸線的路段。

北見枝幸站（日语：／ Kitami-Esashi eki */?）是位於北海道枝幸郡枝幸町字榮町，日本國有鐵道（國鐵）的興濱北線車站（廢站）。隨著興濱北線廢線，車站在1985年（昭和60年）7月1日廢除。

## 歷史
原本路線會南延伸，連接興濱南線的終點站（雄武站）。此站與雄武站之間的未成線區間全長50公里（興濱線）。雖然建設了一些路基和設施，但是該區間最後成為未成線，未有建成。後來興濱北線和南線兩線均廢除。此外，也曾經計劃建設鐵路連接宗谷本線美深站至此站之間，路線名稱為美幸線。該線由於為「日本最嚴重赤字線」，經營環境惡劣。最後美幸線只建設部分區間（美深至仁宇布），最後美幸線也廢除。

### 年表
- 1936年（昭和11年）7月10日 - 鐵道省興濱北線濱頓別站至此站之間開通，此站啟用[2]。此站為一般車站[1]。
- 1941年（昭和16年）6月27日 - 車站大樓翻新[3]。
- 1944年（昭和19年）11月1日 - 興濱北線指定為不要不急線，因此車站暫停營業[1]。
- 1945年（昭和20年）12月5日 - 車站重開[1]。
- 1949年（昭和24年）6月1日 - 日本國有鐵道成立，成為日本國有鐵道車站。
- 1973年（昭和48年）9月17日 - 結束處理貨物和行李[1]。
- 1985年（昭和60年）7月1日 - 興濱北線全線廢除，此站也廢除[1]。

## 車站構造
截至車站廢除前，車站是一座地面車站，設有1面1線的單式月台。成為興濱北線的終點站。月台位於路軌東邊（北見枝幸方向列車會開啟左邊車門）。此站設有兩條貨物專用側線，站內設有側線連接至車站大樓旁邊。在車站大樓南邊設有貨物月台和貨物側線（缺角式月台）。
此站是職員配置站。車站大樓位於站內東邊，鄰接月台中央。在啟用5年重建為一座白牆車站大樓。截至1981年（昭和56年）6月，車站大樓正面設置了「興濱北線 終點站 北見枝幸站」。
站內的興濱線、美幸線未成區間的路基已經完成，當路軌敷好後便可讓列車行走。

## 站名的由來
車站取自町名。為了區別江差線江差站（日文讀音相同），因此冠以國名「北見」。

## 使用狀況
- 截至1981年度（昭和56年度），一日上下車人次為100人[4]。

| 乘車人次變化 | 乘車人次變化 |
| 年度         | 1日平均人次  |
| ------------ | ------------ |
| 1936         | 52           |
| 1942         | 140          |
| 1946         | 143          |
| 1951         | 211          |
| 1961         | 258          |
| 1967         | 234          |

## 車站周邊
枝幸町是宗谷支廳內第2大町。町內設有西條百貨店。
- 國道238號（日语：国道238号）（宗谷國道）[6]
- 枝幸町公所
- 枝幸町觀光協會 （页面存档备份，存于）（日語）
- 枝幸警署（日语：枝幸警察署）
- 枝幸郵局
- 北海道枝幸高等學校（日语：北海道枝幸高等学校）
- 枝幸中學
- 枝幸小學
- 巖島神社 - 江戶時代建立
- 稚內信用金庫（日语：稚内信用金庫）枝幸分店
- 宗谷南農業協同組合（JA宗谷南）本所
- 枝幸漁業協同組合
- 站前食堂
- 北幸公園
- 兒童公園 - 截至1998年（平成10年），KiHa27形（日语：国鉄キハ56系気動車#キハ27形）柴油列車KiHa27 24和SuYuNi50形（日语：国鉄50系客車#郵便・荷物車）客車SuYuNi50 515停放在公園內靜態保存，該處設有算盤教室[7]。

## 巴士路線
車站遺址變成巴士總站。
- 宗谷巴士（日语：宗谷バス）「枝幸總站」
  - 經音威子府站、名寄站前往札幌、旭川
  - 前往歌登
  - 前往濱頓別
  - 前往雄武
  - 三笠線（町內循環巴士）

## 現況
截至2000年（平成12年），車站大樓遺址建成了交通公園，內部建立了「北見枝幸站蹟」紀念碑。對面是巴士總站所在地。總站內設有站名牌、路線牌、車票和鐵路用品。興浜北線的資料が展示在巴士總站2樓的「交通紀念館」，後來上述設施遷移至巴士總站一樓後。截至2012年（平成24年）遷移至枝幸鄂霍次克博物館，但是只有部分展示經常展示。大部分資料管保在收藏庫，該收藏庫不向外面公開，在開放收藏庫時才可看到。從前上述設施只放在2樓。現時已經經過整理。此外，站前也有一間名為「站前食堂」的餐廳與站前旅館。該餐廳在2010年（平成22年）仍然營業中。路線遺址變成町道「興濱線通」，延伸至國道跨線橋下。

## 殖民軌道枝幸線
歌登町営軌道的前身，殖民軌道枝幸線於附近曾經開設枝幸站（曾名為 枝幸港站）。車站在1930年（昭和5年）9月啟用。在1951年（昭和26年）廢除。

## 相鄰車站
日本國有鐵道
興濱北線（1985年廢除）
問牧－北見枝幸
興濱線（未成線區間）
北見枝幸－<南枝幸信號場（計劃，暫名）> －岡島（計劃，暫名）
美幸線（未成區間）
下幌別（計劃，暫名）－＜南枝幸信號場（計劃，暫名）＞－北見枝幸

## 注腳